# IC 4009
IC 4009 је појединачна звијезда у сазвјежђу Ловачки пси која се налази на листи објеката дубоког неба у Индекс каталогу.
Деклинација објекта је + 36° 39' 42" а ректасцензија 12h 59m 52,5s.